# النشرة (الدقهلية)
قرية النشرة هي إحدى القرى التابعة لمركز بلقاس في محافظة الدقهلية في جمهورية مصر العربية. حسب إحصاءات سنة 2006، بلغ إجمالي السكان في النشرة 4925 نسمة، منهم 2521 رجل و2404 امرأة.